# Bauerfeind – Die Show zur Frau

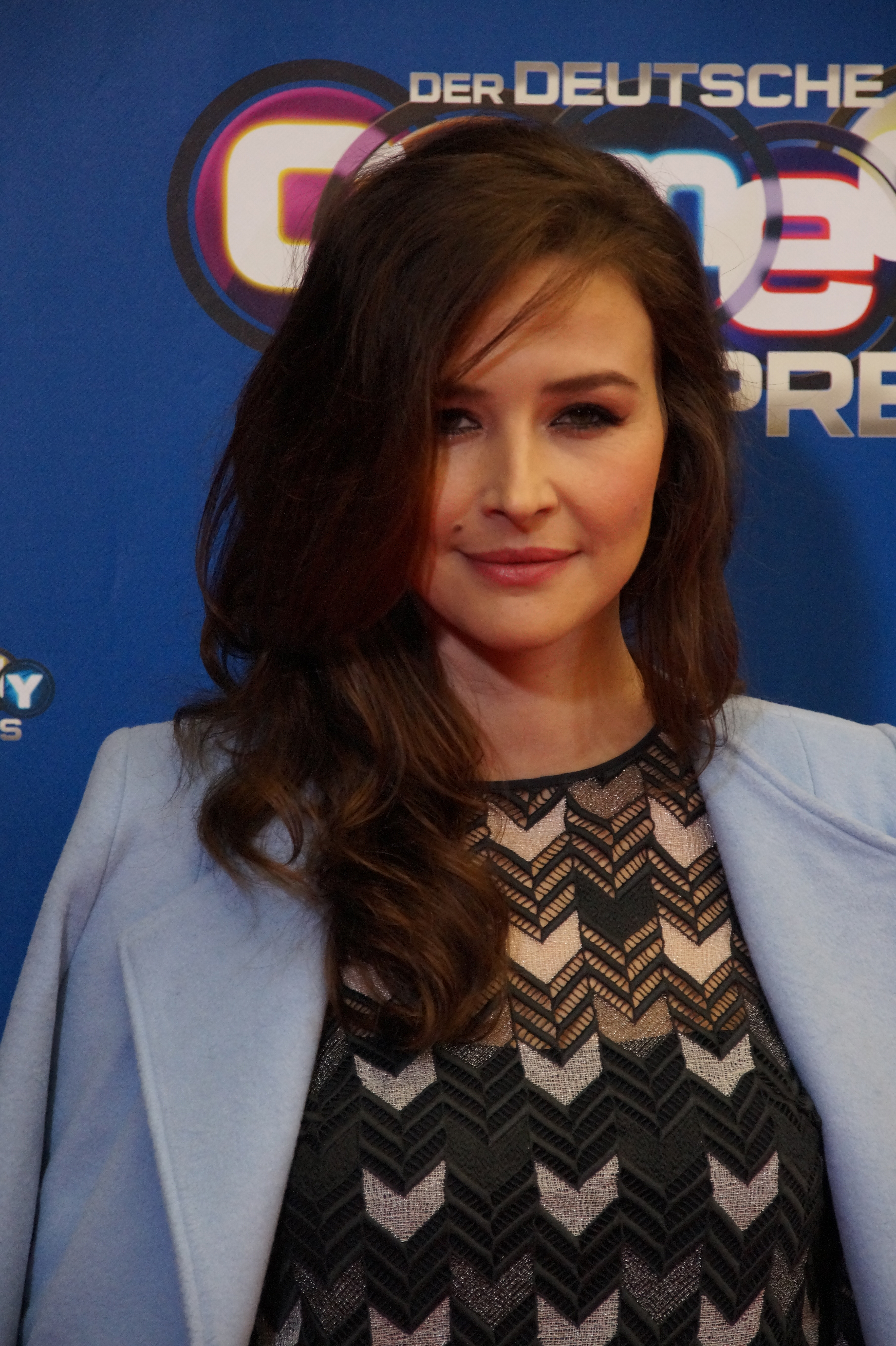
Moderatorin Katrin Bauerfeind

Bauerfeind – Die Show zur Frau ist eine Talkshow des Senders One.

## Geschichte
Diese Sendung wurde erstmals am 6. Februar 2019 ausgestrahlt und von Banijay Productions Germany produziert. Moderiert wird die Sendung von Katrin Bauerfeind.

## Konzept
Die Sendung hat Ähnlichkeit mit einer Late-Night-Show. Bauerfeind eröffnet die Sendung mit einem Stand-up-Monolog, in dem sie über generelle Themen spricht. In jeder Sendung hat die Moderatorin ihre prominenten Gäste, mit denen sie einzeln bzw. gemeinsam spricht. Dabei geht es um aktuelle politische und gesellschaftliche Entwicklungen, Neuigkeiten aus der Unterhaltungsbranche (beispielsweise ein neuer Film oder ein neues Buch), Sportveranstaltung oder die individuelle Lebensgeschichte des Gesprächspartners.
Sofern es sich dabei aus der Situation ergibt, bringen sich die übrigen Gäste in das Einzelgespräch ein bzw. diskutieren darüber. Vor allem bei aktuellen Geschichten sind manchmal auch Gäste zum selben Thema eingeladen. Die Gäste bestehen zum Beispiel aus Comedy, Film und Fernsehen, Literatur, Musik, Politik, Schauspiel, Sport usw.

## Staffel 1
Die Sendungen sind chronologisch nach der Ausstrahlung sortiert. Die erste Staffel wurde vom 6. Februar 2019 bis zum 24. April 2019 auf One ausgestrahlt.
| Nr. ges. | Nr. | Erstausstrahlung       | Thema                                                           | Gäste                                                        |
| -------- | --- | ---------------------- | --------------------------------------------------------------- | ------------------------------------------------------------ |
| 01       | 01  | 6. Februar 2019 (One)  | Jedem seine Wahrheit – Verschwörungen und andere Theorien       | Micky Beisenherz, Oliver Pocher, Sebastian Bartoschek        |
| 02       | 02  | 13. Februar 2019 (One) | Ist Essen unser neuer Gott? – Zwischen Superfood und Currywurst | Annette Frier, Nelson Müller, Ruth Moschner                  |
| 03       | 03  | 20. Februar 2019 (One) | Zwischen DIY und KI – Machen wir bald nicht mehr selbst?        | Maxi Gstettenbauer, Ranga Yogeshwar, Sonya Kraus             |
| 04       | 04  | 27. Februar 2019 (One) | Hat Humor Grenzen?                                              | Ingmar Stadelmann, Michael Herbig                            |
| 05       | 05  | 6. März 2019 (One)     | Für immer jung – Ist Alter nur eine Frage der Einstellung?      | Maren Kroymann, Sophie Passmann, Thomas Böttcher             |
| 06       | 06  | 13. März 2019 (One)    | Glück schlägt Geld – Was zählt im Leben?                        | Anna Loos, Curse, Joris                                      |
| 07       | 07  | 20. März 2019 (One)    | Wann ist ein Mann ein Mann?                                     | Felix Lobrecht, Jenke von Wilmsdorff, Wayne Carpendale       |
| 08       | 08  | 27. März 2019 (One)    | Angst und andere Macken                                         | Hella von Sinnen, Jochen Schropp, Stephan Grünewald          |
| 09       | 09  | 3. April 2019 (One)    | Digital Lifestyle – Das Leben als App?                          | Fabian Köster, Janin Ullmann, Joyce Ilg                      |
| 10       | 10  | 10. April 2019 (One)   | Da, wo ich herkomme...                                          | Peter Lohmeyer, Özcan Cosar, Ute Lemper                      |
| 11       | 11  | 17. April 2019 (One)   | Wo bleibt die Höflichkeit?                                      | Bastian Bielendorfer, Bjarne Ingmar Mädel, Cordula Stratmann |
| 12       | 12  | 24. April 2019 (One)   | Lieber schön als schlau?                                        | Collien Ulmen-Fernandes, Michael Michalsky                   |

## Staffel 2
Die zweite Staffel wurde vom 13. November 2019 bis zum 18. Dezember 2019 auf One ausgestrahlt. Außerdem sind zwei neue Folgen am 26. November 2019 und 3. Dezember 2019 erstmals im Ersten geplant.
| Nr. ges. | Nr. | Erstausstrahlung              | Thema                                                     | Gäste                                                    |
| -------- | --- | ----------------------------- | --------------------------------------------------------- | -------------------------------------------------------- |
| 013      | 01  | 13. November 2019 (One)       | Von wahren, falschen und digitalen Freunden               | Inga Humpe, Jo Schück, Pegah Ferydoni                    |
| 014      | 02  | 20. November 2019 (One)       | Alles muss Rausch - Verbotene und erlaubte Substanzen     | Anne Philippi, Atze Schröder, Eko Fresh                  |
| 015      | 03  | 26. November 2019 (Das Erste) | Streitkultur. Können wir noch streiten?                   | Dieter Nuhr, Olaf Schubert, Susanne Schnabl              |
| 016      | 04  | 3. Dezember 2019 (Das Erste)  | Lüge oder Wahrheit - die Wahrheit übers Schwindeln        | Anja Reschke, Kai Wiesinger, Leon Windscheid             |
| 017      | 05  | 11. Dezember 2019 (One)       | Zwischen Selfie und Greta - Stehen wir vor einem Umbruch? | Abdelkarim, Frank Schätzing, Luisa Neubauer, Sascha Lobo |
| 018      | 06  | 18. Dezember 2019 (One)       | Neue und alte Familienbilder                              | Paul van Dyk, Sabine Heinrich, Thees Uhlmann             |

## Staffel 3
Die dritte Staffel wurde vom 15. Mai 2020 bis zum 19. Juni 2020 auf One ausgestrahlt. Dies fanden aufgrund der Coronavirus-Pandemie ohne Studiopublikum statt.
| Nr. ges. | Nr. | Erstausstrahlung    | Thema                                                 | Gäste                              |
| -------- | --- | ------------------- | ----------------------------------------------------- | ---------------------------------- |
| 019      | 01  | 15. Mai 2020 (One)  | Chancen - Kann aus Schlechtem Gutes werden?           | Harald Welzer, Katja Riemann       |
| 020      | 02  | 22. Mai 2020 (One)  | Auge um Auge - Hass im Netz                           | Clemens Schick, Ingmar Stadelmann  |
| 021      | 03  | 29. Mai 2020 (One)  | Schweigegeld - Über Kohle spricht man nicht           | Anja Kohl, Wladimir Kaminer        |
| 022      | 04  | 5. Juni 2020 (One)  | Treudoof oder treuschlau - wie hip ist Treue?         | Ingo Appelt, Stefanie Hertel       |
| 023      | 05  | 12. Juni 2020 (One) | Früher war alles besser - Der Trend geht nach gestern | Claudia Michelsen, Torsten Sträter |
| 024      | 06  | 19. Juni 2020 (One) | Verantwortung - wer die Wahl hat, hat die Qual        | Clueso, Jörg Thadeusz              |

## Staffel 4
Die vierte Staffel wird vom 20. November 2020 bis zum 15. Januar 2021 auf One ausgestrahlt. Dies fanden aufgrund der Coronavirus-Pandemie ohne Studiopublikum statt.
| Nr. ges. | Nr. | Erstausstrahlung        | Thema                                                       | Gäste                                                                |
| -------- | --- | ----------------------- | ----------------------------------------------------------- | -------------------------------------------------------------------- |
| 025      | 01  | 20. November 2020 (One) | Grüner wird’s nicht - Wie wollen wir leben?                 | Eckart von Hirschhausen (zugeschaltet), Irene Feige, Johannes Strate |
| 026      | 02  | 27. November 2020 (One) | Ist Geduld noch eine Tugend?                                | Axel Bosse, Bettina Böttinger                                        |
| 027      | 03  | 4. Dezember 2020 (One)  | Wer nicht genießt wird ungenießbar?                         | Joachim Wissler, Michael Mittermeier                                 |
| 028      | 04  | 18. Dezember 2020 (One) | Einsamkeit - die neue Volkskrankheit?                       | Anna Thalbach, Manfred Spitzer                                       |
| 029      | 05  | 8. Januar 2021 (One)    | Auslaufmodell Demokratie - Ist unser System noch zu retten? | Markus Gabriel, Robert Habeck                                        |
| 030      | 06  | 15. Januar 2021 (One)   | Immer wieder anfangen - Veränderung als Dauerzustand?       | Andrea Petković, Rainald Grebe                                       |

## Staffel 5
Die fünfte Staffel wurde vom 29. September 2021  bis zum 15. Dezember 2021 auf One ausgestrahlt. Dies fanden aufgrund der Coronavirus-Pandemie ohne Studiopublikum statt.
| Nr. ges. | Nr. | Erstausstrahlung         | Thema                                                                     | Gäste                                |
| -------- | --- | ------------------------ | ------------------------------------------------------------------------- | ------------------------------------ |
| 031      | 01  | 29. September 2021 (One) | Ich, ich, ich - sind wir ein Volk von Narzissten?                         | Bärbel Wardetzki, Die Lochis         |
| 032      | 02  | 6. Oktober 2021 (One)    | Wie sich Dating verändert hat                                             | Daniel Schreiber, Sabin Tambrea      |
| 033      | 03  | 13. Oktober 2021 (One)   | Was heißt heute Bildung?                                                  | Diana Kinnert, Marina Weisband       |
| 034      | 04  | 20. Oktober 2021 (One)   | Frauen – Zwischen Quotenfrauen und alten Männern                          | Carolin Kebekus, Insa Thiele-Eich    |
| 035      | 05  | 27. Oktober 2021 (One)   | Warum sind wir so neidisch?                                               | Bob Hanning, Nellie Thalbach         |
| 036      | 06  | 3. November 2021 (One)   | Die Wissenschaft !?                                                       | Florian Schroeder, Mark Benecke      |
| 037      | 07  | 10. November 2021 (One)  | Stadt.Land.Wandel                                                         | Eva Padberg, Max Mutzke              |
| 038      | 08  | 17. November 2021 (One)  | Vom Verzeihen und Entschuldigen                                           | Annett Louisan, Schlecky Silberstein |
| 039      | 09  | 24. November 2021 (One)  | Ist Diversität mehr als nur Mode?                                         | Aurel Mertz, Minh-Khai Phan-Thi      |
| 040      | 10  | 1. Dezember 2021 (One)   | Krank ist gar kein Ausdruck - über den Umgang mit psychischen Krankheiten | Eckart von Hirschhausen, Teresa Enke |
| 041      | 11  | 8. Dezember 2021 (One)   | Brauchen wir Vorbilder?                                                   | Heinz Rudolf Kunze, Sönke Wortmann   |
| 042      | 12  | 15. Dezember 2021 (One)  | Gibt es eine neue Arbeiterklasse?                                         | Christian Baron, Sahra Wagenknecht   |

## Staffel 6
Die sechste Staffel wurde vom 19. Mai 2022 bis zum 22. Dezember 2022 auf One ausgestrahlt. Dies finden aufgrund der Coronavirus-Pandemie ohne Studiopublikum statt.
| Nr. ges. | Nr. | Erstausstrahlung        | Thema                                                   | Gäste                                              |
| -------- | --- | ----------------------- | ------------------------------------------------------- | -------------------------------------------------- |
| 043      | 01  | 19. Mai 2022 (One)      | Geschwister sucht man sich nicht aus                    | Bärbel Schäfer, Sönke Möhring, Wotan Wilke Möhring |
| 044      | 02  | 26. Mai 2022 (One)      | Verdammt mutig – Annäherung an eine Fähigkeit           | Henry Hübchen, Leander Haußmann                    |
| 045      | 03  | 2. Juni 2022 (One)      | Retro – Alles schon mal dagewesen                       | Atze Schröder, Pierre M. Krause                    |
| 046      | 04  | 9. Juni 2022 (One)      | Bewertungswahn – ich gebe Dir höchstens 3 Sterne        | Alvaro Soler, Ralf Zacherl                         |
| 047      | 05  | 16. Juni 2022 (One)     | Alles umsonst – Was ist uns heute noch was wert?        | Gregor Meyle, Matthias Matschke                    |
| 048      | 06  | 23. Juni 2022 (One)     | Wo ist der Sinn? Zwischen Dunkelretreat und Marie Kondo | Sascha Reimann, Wigald Boning                      |
| 049      | 07  | 30. Juni 2022 (One)     | Freiheit ist das Einzige was zählt                      | Deniz Yücel, Linda Teuteberg                       |
| 050      | 08  | 7. Juli 2022 (One)      | Nur noch Krach und Remmidemmi                           | Jasmin Shakeri, Nils Bokelberg                     |
| 051      | 09  | 17. November 2022 (One) | Machen statt meckern - ab in die Politik?               | Gregor Gysi, Neven Subotić                         |
| 052      | 10  | 24. November 2022 (One) | Wenn ich einmal reich wär...Was ist Luxus?              | Collien Ulmen-Fernandes, Lena Kronenbürger         |
| 053      | 11  | 1. Dezember 2022 (One)  | Alles eine Frage des Talents. Woran hängt Erfolg?       | David Garrett, Judith Holofernes                   |
| 054      | 12  | 8. Dezember 2022 (One)  | Kann ich, was ich kann? Gewissheiten übers Zweifeln     | Frank Busemann, Jan Gorkow                         |
| 055      | 13  | 15. Dezember 2022 (One) | True Crime - die Faszination des Bösen                  | Philipp Fleiter, Uwe Madel                         |
| 056      | 14  | 22. Dezember 2022 (One) | Brauchen wir noch Chefs? Unsere neue Arbeitswelt        | Igor Levit, Maja Göpel                             |

## Staffel 7
Die siebte Staffel wurde vom 31. August 2023 bis zum 5. Oktober 2023 auf One ausgestrahlt. Dies finden aufgrund der Coronavirus-Pandemie ohne Studiopublikum statt.
| Nr. ges. | Nr. | Erstausstrahlung         | Thema                     | Gäste                             |
| -------- | --- | ------------------------ | ------------------------- | --------------------------------- |
| 057      | 01  | 31. August 2023 (One)    | Wendepunkte               | Charly Hübner, Linda Zervakis     |
| 058      | 02  | 7. September 2023 (One)  | Nix als Werbung           | Lola Weippert, Sebastian Hotz     |
| 059      | 03  | 14. September 2023 (One) | Alt gegen Jung            | Gesine Cukrowski, Yasmine M’Barek |
| 060      | 04  | 21. September 2023 (One) | Dein Feind? Und Helfer!   | Heike Borufka, Samuel Meffire     |
| 061      | 05  | 28. September 2023 (One) | Schlaflos durch die Nacht | Oliver Wnuk, Westbam              |
| 062      | 06  | 5. Oktober 2023 (One)    | Die neue Romantik         | Eric Hegmann, Ralf Schmitz        |